# Nanhua (Tainan)
Nanhua (chinesisch 南化區, Pinyin Nánhuà Qū, Pe̍h-ōe-jī Lâm-hoà-khu) ist ein Bezirk der regierungsunmittelbaren Stadt Tainan im Südwesten der Republik China auf Taiwan.

## Beschreibung
Nanhua liegt am westlichen Rand des Taiwanischen Zentralgebirges. Die westliche Begrenzung Nanhuas wird von den Ausläufern des Alishan-Gebirges gebildet. Mit 171,5 km² ist es der flächenmäßig größte Stadtbezirk der Stadt Tainan. Der Bezirk hat eine längliche Form mit einer maximalen Längsausdehnung von ungefähr 31 Kilometern und einer Querausdehnung von 4 bis 5 Kilometern. Die benachbarten Bezirke in Tainan sind Zuozhen im Südwesten sowie Yujing und Nanxi im Westen. Im Süden und Osten grenzt Nanhua an das Stadtgebiet von Kaohsiung (Bezirke Neimen, Shanlin, Jiaxian und Namaxia) und im Norden an die Gemeinde Dapu im Landkreis Chiayi.
In Nanhua gibt es zwei Stauseen: zum einen den Nanhua-Stausee (南化水庫, Nanhua Reservoir), der mit 101.585 m³ Stauvolumen der fünftgrößte Stausee Taiwans ist und zum anderen den viel kleineren (1072 m³) Jingmian-Stausee (鏡面水庫, Jingmian Reservoir). Beide dienen vor allem der Wasserversorgung.
Das Klima ist warm und regenreich mit einer Jahresdurchschnittstemperatur von 24 °C.

## Geschichte
Ein früherer Name von Nanhua ist Nanzhuang (南庄). Die Besiedlung der Gegend durch Han-chinesische Einwanderer begann zur Herrschaftszeit Yongzhengs (1723–1735) und Qianlongs (1735–1795). Während der japanischen Herrschaft über Taiwan (1895–1945) kam es im Jahr 1915 zum Tapani-Vorfall (auch Xilai-Vorfall, 西來庵事件), einem Aufstand der lokalen Bevölkerung im gebirgigen Hinterland der Städte Tainan und Kaohsiung gegen die japanische Herrschaft. Dabei wurden zahlreiche japanische Polizeistationen und andere Einrichtungen angegriffen und niedergebrannt. Der Aufstand wurde durch die japanische Kolonialverwaltung mit Härte niedergeschlagen. Insgesamt gab es mehr als 1000 Todesopfer auf beiden Seiten. In der späteren offiziellen Geschichtsschreibung der Republik China auf Taiwan wurde die Aufstandsbewegung als patriotische Bewegung glorifiziert. Ab 1920 gehörte Nanhua administrativ zur Präfektur Tainan. Nach der Übertragung Taiwans an die Republik China im Jahr 1945 wurde Nanhua zu einer Landgemeinde (鄉,  Xiang) im Landkreis Tainan. Zum 25. Dezember 2010 wurde der Landkreis in die Stadt Tainan eingegliedert und alle Landkreisgemeinden erhielten den Status von Stadtbezirken (區,  Qū).
| Gliederung Nanhuas |
|                    |

## Administration
Nanhua ist in neun Ortsteile (里,  Lǐ) untergliedert: Guanshan (關山里), Yushan (玉山里), Beiliao (北寮里), Xiaolun (小崙里), Nanhua (南化里), Beiping (北平里), Zongken (中坑里), Xipu (西埔里) und Donghe (東和里).

## Einwohner
Mit 7885 Einwohnern zählte Nanhua im Juli 2024 zu den Stadtbezirken Tainans mit der geringsten Bevölkerung. Mit 46 Einwohnern pro km² hatte es zu dieser Zeit die geringste Bevölkerungsdichte unter den 37 Bezirken (Durchschnitt Tainan: 848 Einwohner pro km²). Ende 2017 gehörten 31 Personen (0,35 %) den indigenen Völkern Taiwans an.

## Landwirtschaft
In Nanhua gibt es 3602 Hektar Ackerland. Ein überregional bekanntes Produkt sind Mangos. Weitere Produkte sind Longan, Zitrusfrüchte, Litschi und Bambussprossen. Die forstwirtschaftlich genutzte Fläche beträgt 6120 Hektar. Kultiviert wird überwiegend Bambus.

## Verkehr
Im südlichen Abschnitt verläuft die Provinzstraße 3 in Nord-Süd-Richtung durch Nanhua. Im Ortsteil Beiliao zweigt die Provinzstraße 20 ab und führt südlich des Nanhua-Stausees Richtung Osten.

## Sehenswürdigkeiten und Tourismus
Die Entwicklungsperspektiven von Nanhua werden vor allem in den beiden Bereichen Landwirtschaft und Tourismus gesehen. Ein touristischer Anziehungspunkt ist die tropische Natur Nanhuas. Auf dem 12 km langen Wushan-Wanderweg (烏山健行步道, Wushan Hiking Trail), der entlang der Berggipfel führt, bietet sich ein Panorama über die Tainan-Ebene, das Flusstal des Laonong und den Nanhua-Damm. Im Wasserschutzgebiet des Nanhua-Stausees ist die Natur bis auf den künstlich angelegten See noch relativ unberührt. Im Wushan-Makaken-Naturschutzgebiet (烏山獼猴保護區) lebt eine größere Population der endemischen Formosa-Makaken.
In Nanhua befinden sich mehrere sehenswerte Tempel. Dazu zählen der 1976 eröffnete Yi Guan Dao-Baogang-Tempel (寶光聖堂) im Dorf Yushan. Das Tempelgelände umfasst 7 Hektar. Dem Tempel ist ein kleines Museum angeschlossen. Beim buddhistischen Longhu-Tempel (龍湖寺) findet sich eine sitzende Kolossalstatue des Buddha. Als sehenswert gilt auch der Houde Zizhu Tempel (厚德紫竹寺) auf dem Berg Jinguangshan (金光山). Die Anfänge des Mazu- oder Tin Hau-Tempels (天后宮) von Nanhua gehen auf das Jahr 1698 zurück, als der Tempel von Einwanderern aus Fujian begründet wurde. 1718 und erneut 1997 wurde er in größerem Stil renoviert und umgebaut.

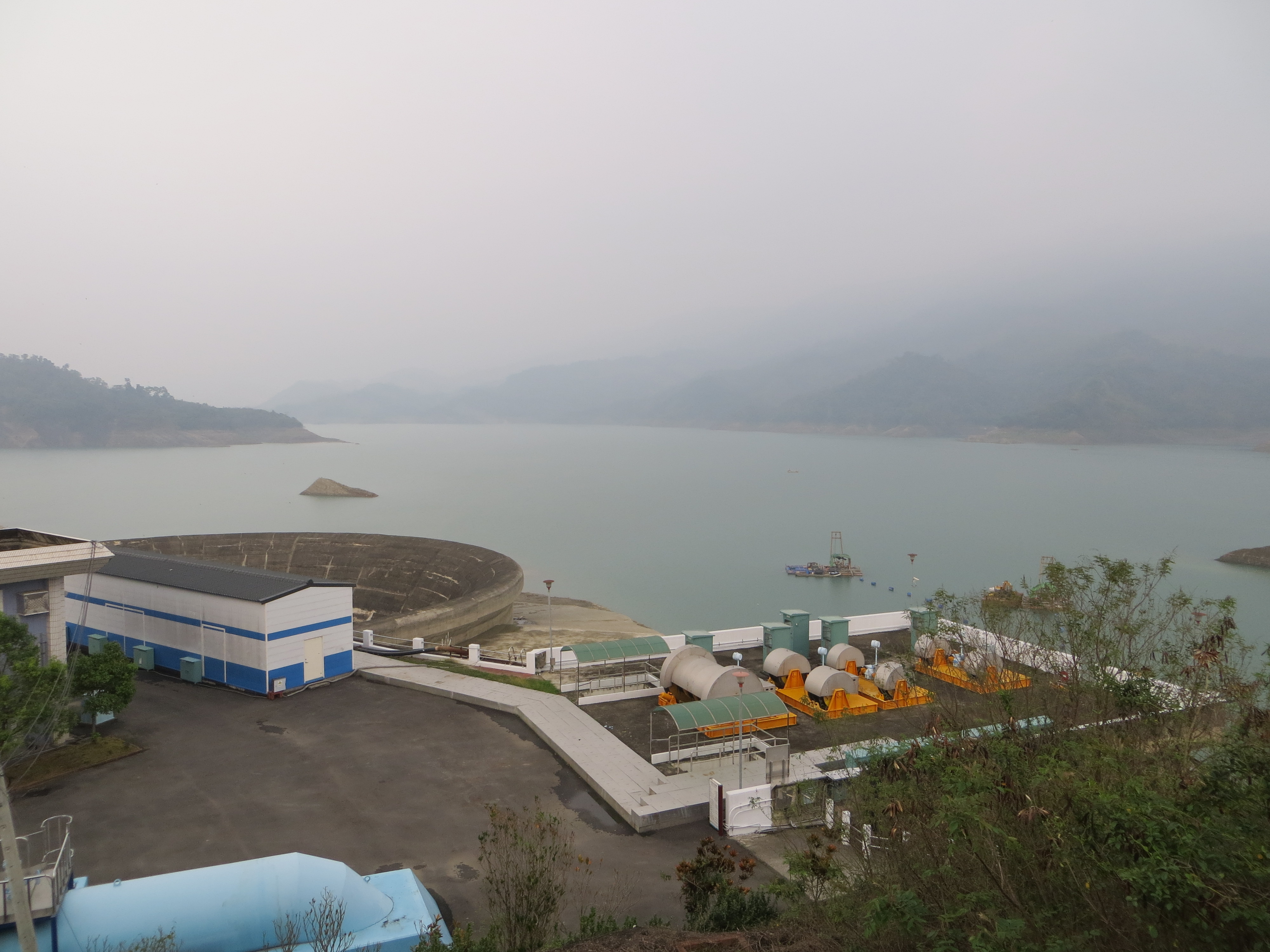
Nanhua-Stausee
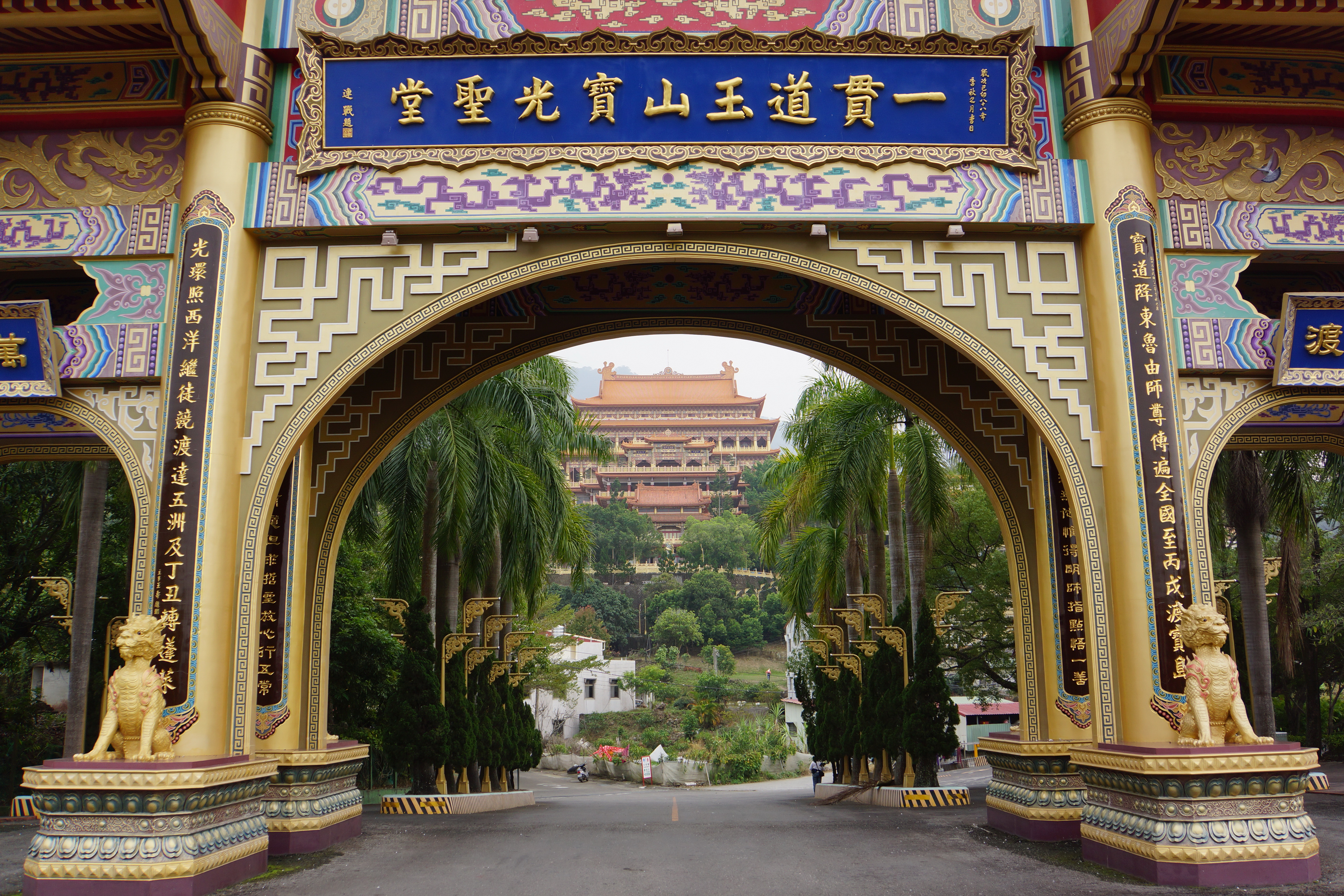
Tor zum Gelände des Baogang-Tempels
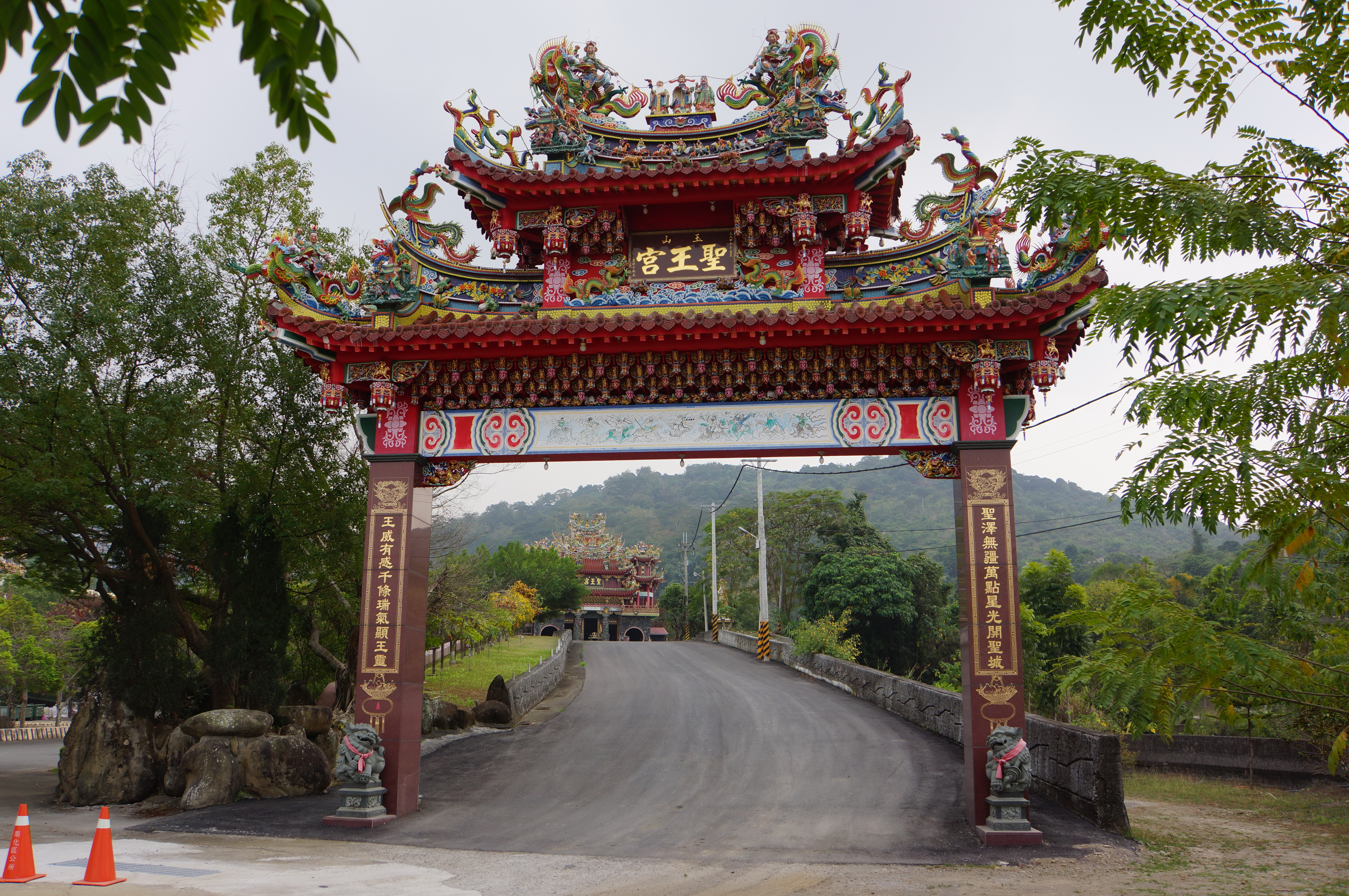
Zugang zum Shengwang-Tempel (聖王宮) im Ortsteil Yushan